# Кузики
 Кузики  — деревня в Кирово-Чепецком районе Кировской области в составе Поломского сельского поселения.

## География
Расположена на расстоянии примерно 10 км по прямой на юг от центра поселения села Полом.

## История
Известна с 1727 года как Починок подле Просницу речку с 2 дворами, в 1764 году 24 жителя. В 1873 здесь (починок подле Просницу речку или Хозюки, Козюковский) дворов 17 и жителей 146, в 1905 (Большие Маклаки) 48 и 287, в 1926 63 и 299, в 1950 44 и 144, в 1989 уже не было постоянных жителей. Настоящее название утвердилось с 1978 года.

## Население
Постоянное население составляло 26 человек (русские 96%) в 2002 году, 15 в 2010.